# Конституционен съд на Косово
Конституционният съд на Косово (на албански: Gjykata Kushtetuese e Kosovës; на сръбски: Уставни суд Косова/Ustavni sud Kosova) е последният орган за тълкуване на Конституцията на Косово и съдебен контрол на законите за съответствие с конституцията. Конституционният съд е разположен в град Прищина, столицата на Косово. Конституционният е създаден малко след обявяването на независимост на Косово и разглежда първите си дела през 2009 г.

## Състав
Конституционният съд се състои от девет съдии, назначени от президента на републиката по предложение на Събранието на Косово. Мандатът на конституционния съдия е ограничен до девет години без възможност за удължаване. Едно от основните изисквания за назначаване за конституционен съдия е десет години работа като съдия.
| Членове на съда            | Членове на съда   | Членове на съда | Членове на съда |
| Позиция                    | Име               | Националност    |                 |
| -------------------------- | ----------------- | --------------- | --------------- |
| Председател                | Греса Чака-Нимани | албанка         |                 |
| Заместник–председател      | Байрам Латифи     | албанец         |                 |
| Съдии                      |                   |                 |                 |
|                            | албанец           |                 |                 |
|                            | албанец           |                 |                 |
| Неджми Ходжа               | албанец           |                 |                 |
| Радомир Лебан              | сърбин            |                 |                 |
| Ремзи Истрефи-Пеци         | албанка           |                 |                 |
| Сафет Ходжа                | албанец           |                 |                 |
| Селвете Герджалиу-Красничи | албанка           |                 |                 |

| Бивши членове на съда        | Бивши членове на съда | Бивши членове на съда | Бивши членове на съда |
| Позиция                      | Име                   | Националност          |                       |
| ---------------------------- | --------------------- | --------------------- | --------------------- |
| Председател                  | Енвер Хасани          | албанец               |                       |
| Съдии                        |                       |                       |                       |
| Алтай Сурой                  | турчин                |                       |                       |
| Джилета Мушколай             | албанка               |                       |                       |
| Илиряна Ислами               | албанка               |                       |                       |
| Иван Чукалович               | сърбин                |                       |                       |
| Кадри Криезиу                | албанец               |                       |                       |
| Международни съдии           |                       |                       |                       |
| Алмиро Родригес              | португалец            |                       |                       |
| Робърт Ф. Каролан            | американец            |                       |                       |
| Снежана Ботушарова - Дойчева | българка              |                       |                       |